# Aslak Dørum
Aslak Dørum, né le 7 août 1964, est un musicien norvégien. Il est bassiste du groupe des DumDum Boys, qu'il a intégré en 1993 après avoir fermement été associé avec eux durant cinq ans en tant que responsable des vidéos du groupe. Il est ensuite devenu auteur-compositeur des DumDum Boys, un rôle qui était jusque-là assumé par le guitariste Kjartan Kristiansen. Aslak Dørum chante et joue également de la guitare et du piano. Il a enregistré en 2005 un album en solo intitulé Lonesome Means Happy.